# 스코티시컵
스코틀랜드 축구 협회 챌린지 컵(영어: The Scottish Football Association Challenge Cup), 통칭 스코티시 컵(영어: Scottish Cup)은 매년 개최되는, 스코틀랜드 남자 축구에서 가장 권위 있는 컵대회이다. 1873-74 시즌부터 시작됐으며, 스코틀랜드 축구 협회에 등록된 모든 팀들의 참가가 허용된다. 2019년까지 후원 계약에 따라 윌리엄 힐 스코티시 컵(영어: William Hill Scottish Cup)이라고도 불렸으며 2020년부터는 타이틀 스폰서없이 진행하고 있다.
이 대회는 잉글랜드의 FA컵 다음으로 역사가 오래되었으나, 트로피는 세계에서 가장 오래되었다. 첫 우승팀은 퀸스 파크이고 현재 챔피언은 셀틱 FC로, 클럽의 37번째 스코티시 컵 우승이다.

## 팀별 우승 횟수
| 클럽                     | 우승 | 최근 우승년도 | 준우승 | 최근 준우승년도 |
| ------------------------ | ---- | ------------- | ------ | --------------- |
| 셀틱                     | 40   | 2020          | 18     | 2002            |
| 레인저스                 | 33   | 2009          | 18     | 2016            |
| 퀸즈 파크                | 10   | 1893          | 2      | 1900            |
| 하트 오브 미들로디언     | 8    | 2012          | 8      | 2020            |
| 애버딘                   | 7    | 1990          | 9      | 2017            |
| 하이버니언               | 3    | 2016          | 12     | 2021            |
| 킬마녹                   | 3    | 1997          | 5      | 1960            |
| 베일 오브 레벤           | 3    | 1879          | 4      | 1890            |
| 세인트 미렌              | 3    | 1987          | 3      | 1962            |
| 클라이드                 | 3    | 1958          | 3      | 1949            |
| 던디 유나이티드          | 2    | 2010          | 8      | 2014            |
| 마더웰                   | 2    | 1991          | 6      | 2018            |
| 서드 라나크              | 2    | 1905          | 4      | 1936            |
| 폴커크 FC                | 2    | 1957          | 3      | 2015            |
| 던펌린 애슬레틱          | 2    | 1968          | 3      | 2007            |
| 렌튼                     | 2    | 1888          | 3      | 1895            |
| 세인트 존스톤            | 2    | 2021          | —      | —               |
| 덤바튼                   | 1    | 1883          | 5      | 1897            |
| 던디 FC                  | 1    | 1910          | 4      | 2003            |
| 에어드리오니언스         | 1    | 1924          | 3      | 1995            |
| 이스트 파이프            | 1    | 1938          | 2      | 1950            |
| 그리뇌 모턴              | 1    | 1922          | 1      | 1948            |
| 파틱 시슬                | 1    | 1921          | 1      | 1930            |
| 인버네스 칼레도니안 시슬 | 1    | 2015          | —      | —               |
| 세인트 버나즈            | 1    | 1895          | —      | —               |